# Ifjúsági olimpiai érmesek listája rövidpályás gyorskorcsolyában
Ez a lap az ifjúsági olimpiai érmesek listája rövidpályás gyorskorcsolyában 2012-től 2024-ig.

## Összesített éremtáblázat
(A táblázatokban Magyarország és a rendező nemzet sportolói eltérő háttérszínnel, az egyes számoszlopok legmagasabb értéke vagy értékei vastagítással kiemelve.)
| A téli ifjúsági olimpiai játékok összesített éremtáblázata rövidpályás gyorskorcsolyában | A téli ifjúsági olimpiai játékok összesített éremtáblázata rövidpályás gyorskorcsolyában | A téli ifjúsági olimpiai játékok összesített éremtáblázata rövidpályás gyorskorcsolyában | A téli ifjúsági olimpiai játékok összesített éremtáblázata rövidpályás gyorskorcsolyában | A téli ifjúsági olimpiai játékok összesített éremtáblázata rövidpályás gyorskorcsolyában | Olimpia  |
| ---------------------------------------------------------------------------------------- | ---------------------------------------------------------------------------------------- | ---------------------------------------------------------------------------------------- | ---------------------------------------------------------------------------------------- | ---------------------------------------------------------------------------------------- | -------- |
|                                                                                          | Ország                                                                                   | Arany                                                                                    | Ezüst                                                                                    | Bronz                                                                                    | Összesen |
| 1.                                                                                       | Dél-Korea (KOR)                                                                          | 12                                                                                       | 7                                                                                        | 2                                                                                        | 21       |
| 2.                                                                                       | Kína (CHN)                                                                               | 5                                                                                        | 7                                                                                        | 5                                                                                        | 17       |
| 3.                                                                                       | Egyesült Államok (USA)                                                                   | 1                                                                                        | 1                                                                                        |                                                                                          | 2        |
| 4.                                                                                       | Lengyelország (POL)                                                                      | 1                                                                                        |                                                                                          |                                                                                          | 1        |
|                                                                                          |                                                                                          |                                                                                          |                                                                                          |                                                                                          |          |
| 5.                                                                                       | Japán (JPN)                                                                              |                                                                                          | 1                                                                                        | 4                                                                                        | 5        |
| 6.                                                                                       | Magyarország (HUN)                                                                       |                                                                                          | 1                                                                                        | 2                                                                                        | 3        |
| 7.                                                                                       | Hollandia (NED)                                                                          |                                                                                          | 1                                                                                        |                                                                                          | 1        |
| 7.                                                                                       | Törökország (TUR)                                                                        |                                                                                          | 1                                                                                        |                                                                                          | 1        |
|                                                                                          |                                                                                          |                                                                                          |                                                                                          |                                                                                          |          |
| 9.                                                                                       | Kanada (CAN)                                                                             |                                                                                          |                                                                                          | 2                                                                                        | 2        |
| 10.                                                                                      | Bulgária (BUL)                                                                           |                                                                                          |                                                                                          | 1                                                                                        | 1        |
| 10.                                                                                      | Kazahsztán (KAZ)                                                                         |                                                                                          |                                                                                          | 1                                                                                        | 1        |
| 10.                                                                                      | Németország (GER)                                                                        |                                                                                          |                                                                                          | 1                                                                                        | 1        |
| 10.                                                                                      | Olaszország (ITA)                                                                        |                                                                                          |                                                                                          | 1                                                                                        | 1        |
|                                                                                          |                                                                                          |                                                                                          |                                                                                          |                                                                                          |          |
| Összesen                                                                                 | Összesen                                                                                 | 19                                                                                       | 19                                                                                       | 19                                                                                       | 57       |

## Fiúk

### 500 méter
| Olimpia           | Arany                                              | Ezüst                                         | Bronz                                     |
| 2012, Innsbruck   | Jun Szumin (Yoon Su-min) · Dél-Korea (KOR)         | Im Hjodzsun (Lim Hyo-jun) · Dél-Korea (KOR)   | Hszü Hung-cse (Xu Hongzhi) · Kína (CHN)   |
| 2016, Lillehammer | Hong Gjonghvan (Hong Kyung-hwan) · Dél-Korea (KOR) | Josinaga Kazuki · Japán (JPN)                 | Ma Vej (Ma Wei) · Kína (CHN)              |
| 2020, Lausanne    | I Dzsongmin (Lee Jeongmin) · Dél-Korea (KOR)       | Csang Szongu (Jang Sungwoo) · Dél-Korea (KOR) | Csang Tien-ji (Zhang Tianyi) · Kína (CHN) |
| 2024, Kangvon     | Sean Boxiong Shuai · Egyesült Államok (USA)        | Csang Hszin-csö (Zhang Xinzhe) · Kína (CHN)   | Major Dominik · Magyarország (HUN)        |

### 1000 méter
| Olimpia           | Arany                                          | Ezüst                                        | Bronz                                   |
| 2012, Innsbruck   | Im Hjodzsun (Lim Hyo-jun) · Dél-Korea (KOR)    | Jun Szumin (Yoon Su-min) · Dél-Korea (KOR)   | Hszü Hung-cse (Xu Hongzhi) · Kína (CHN) |
| 2016, Lillehammer | Hvang Tehon (Hwang Dae-heon) · Dél-Korea (KOR) | Ma Vej (Ma Wei) · Kína (CHN)                 | Liu Shaoang · Magyarország (HUN)        |
| 2020, Lausanne    | Csang Szongu (Jang Sungwoo) · Dél-Korea (KOR)  | I Dzsongmin (Lee Jeongmin) · Dél-Korea (KOR) | Li Kung-csao (Li Kongchao) · Kína (CHN) |
| 2024, Kangvon     | Csang Hszin-csö (Zhang Xinzhe) · Kína (CHN)    | Muhammed Bozdağ · Törökország (TUR)          | Kida Raito · Japán (JPN)                |

### 1500 méter
| Olimpia                                                                        | Arany                                      | Ezüst                                       | Bronz                                       |
| Mint új versenyszám csak 2024-ben, a dél-koreai Kangvonban jelent meg először. |                                            |                                             |                                             |
| 2024, Kangvon                                                                  | Dzsu Dzsehi (Joo Jaehee) · Dél-Korea (KOR) | Csang Hszin-csö (Zhang Xinzhe) · Kína (CHN) | Kim Joszung (Kim Yousung) · Dél-Korea (KOR) |

### Fiú éremtáblázat
| A téli ifjúsági olimpiai játékok összesített éremtáblázata rövidpályás gyorskorcsolyában | A téli ifjúsági olimpiai játékok összesített éremtáblázata rövidpályás gyorskorcsolyában | A téli ifjúsági olimpiai játékok összesített éremtáblázata rövidpályás gyorskorcsolyában | A téli ifjúsági olimpiai játékok összesített éremtáblázata rövidpályás gyorskorcsolyában | A téli ifjúsági olimpiai játékok összesített éremtáblázata rövidpályás gyorskorcsolyában | Olimpia  |
| ---------------------------------------------------------------------------------------- | ---------------------------------------------------------------------------------------- | ---------------------------------------------------------------------------------------- | ---------------------------------------------------------------------------------------- | ---------------------------------------------------------------------------------------- | -------- |
|                                                                                          | Ország                                                                                   | Arany                                                                                    | Ezüst                                                                                    | Bronz                                                                                    | Összesen |
| 1.                                                                                       | Dél-Korea (KOR)                                                                          | 7                                                                                        | 4                                                                                        | 1                                                                                        | 12       |
| 2.                                                                                       | Kína (CHN)                                                                               | 1                                                                                        | 3                                                                                        | 5                                                                                        | 9        |
| 3.                                                                                       | Egyesült Államok (USA)                                                                   | 1                                                                                        | 0                                                                                        | 0                                                                                        | 1        |
|                                                                                          |                                                                                          |                                                                                          |                                                                                          |                                                                                          |          |
| 4.                                                                                       | Japán (JPN)                                                                              |                                                                                          | 1                                                                                        | 1                                                                                        | 2        |
| 5.                                                                                       | Törökország (TUR)                                                                        |                                                                                          | 1                                                                                        |                                                                                          | 1        |
|                                                                                          |                                                                                          |                                                                                          |                                                                                          |                                                                                          |          |
| 6.                                                                                       | Magyarország (HUN)                                                                       |                                                                                          |                                                                                          | 2                                                                                        | 2        |
|                                                                                          |                                                                                          |                                                                                          |                                                                                          |                                                                                          |          |
| Összesen                                                                                 | Összesen                                                                                 | 9                                                                                        | 9                                                                                        | 9                                                                                        | 27       |

## Lányok

### 500 méter
| Olimpia           | Arany                                       | Ezüst                                        | Bronz                                          |
| 2012, Innsbruck   | Sim Szukhi (Shim Suk-hee) · Dél-Korea (KOR) | Hszü Aj-li (Xu Aili) · Kína (CHN)            | Nicole Martinelli · Olaszország (ITA)          |
| 2016, Lillehammer | Cang Ji-cö (Zang Yize) · Kína (CHN)         | Jászapáti Petra · Magyarország (HUN)         | Katrin Manoilova · Bulgária (BUL)              |
| 2020, Lausanne    | Szo Hümin (Seo Whimin) · Dél-Korea (KOR)    | Michelle Velzeboer · Hollandia (NED)         | Florence Brunelle · Kanada (CAN)               |
| 2024, Kangvon     | Anna Falkowska · Lengyelország (POL)        | Kang Mindzsi (Kang Min-ji) · Dél-Korea (KOR) | Csong Dzsehi (Chung Jae-hee) · Dél-Korea (KOR) |

### 1000 méter
| Olimpia           | Arany                                       | Ezüst                                        | Bronz                              |
| 2012, Innsbruck   | Sim Szukhi (Shim Suk-hee) · Dél-Korea (KOR) | Hszü Aj-li (Xu Aili) · Kína (CHN)            | Kikucsi Szumire · Japán (JPN)      |
| 2016, Lillehammer | Kim Csijoo (Kim Ji-yoo) · Dél-Korea (KOR)   | I Szujon (Lee Su-youn) · Dél-Korea (KOR)     | Anne Seidel · Németország (GER)    |
| 2020, Lausanne    | Szo Hümin (Seo Whimin) · Dél-Korea (KOR)    | Kim Cshanszo (Kim Chanseo) · Dél-Korea (KOR) | Florence Brunelle · Kanada (CAN)   |
| 2024, Kangvon     | Li Csin-ce (Li Jinzi) · Kína (CHN)          | Jang Csing-zsu (Yang Jingru) · Kína (CHN)    | Polina Omelchuk · Kazahsztán (KAZ) |

### 1500 méter
| Olimpia                                                                        | Arany                                     | Ezüst                              | Bronz                      |
| Mint új versenyszám csak 2024-ben, a dél-koreai Kangvonban jelent meg először. |                                           |                                    |                            |
| 2024, Kangvon                                                                  | Jang Csing-zsu (Yang Jingru) · Kína (CHN) | Li Csin-ce (Li Jinzi) · Kína (CHN) | Inoue Nonomi · Japán (JPN) |

### Lány éremtáblázat
| A téli ifjúsági olimpiai játékok összesített éremtáblázata rövidpályás gyorskorcsolyában | A téli ifjúsági olimpiai játékok összesített éremtáblázata rövidpályás gyorskorcsolyában | A téli ifjúsági olimpiai játékok összesített éremtáblázata rövidpályás gyorskorcsolyában | A téli ifjúsági olimpiai játékok összesített éremtáblázata rövidpályás gyorskorcsolyában | A téli ifjúsági olimpiai játékok összesített éremtáblázata rövidpályás gyorskorcsolyában | Olimpia  |
| ---------------------------------------------------------------------------------------- | ---------------------------------------------------------------------------------------- | ---------------------------------------------------------------------------------------- | ---------------------------------------------------------------------------------------- | ---------------------------------------------------------------------------------------- | -------- |
|                                                                                          | Ország                                                                                   | Arany                                                                                    | Ezüst                                                                                    | Bronz                                                                                    | Összesen |
| 1.                                                                                       | Dél-Korea (KOR)                                                                          | 5                                                                                        | 3                                                                                        | 1                                                                                        | 9        |
| 2.                                                                                       | Kína (CHN)                                                                               | 3                                                                                        | 4                                                                                        |                                                                                          | 7        |
| 3.                                                                                       | Lengyelország (POL)                                                                      | 1                                                                                        |                                                                                          |                                                                                          | 1        |
|                                                                                          |                                                                                          |                                                                                          |                                                                                          |                                                                                          |          |
| 4.                                                                                       | Hollandia (NED)                                                                          |                                                                                          | 1                                                                                        |                                                                                          | 1        |
| 4.                                                                                       | Magyarország (HUN)                                                                       |                                                                                          | 1                                                                                        |                                                                                          | 1        |
|                                                                                          |                                                                                          |                                                                                          |                                                                                          |                                                                                          |          |
| 6.                                                                                       | Japán (JPN)                                                                              |                                                                                          |                                                                                          | 2                                                                                        | 2        |
| 6.                                                                                       | Kanada (CAN)                                                                             |                                                                                          |                                                                                          | 2                                                                                        | 2        |
| 8.                                                                                       | Bulgária (BUL)                                                                           |                                                                                          |                                                                                          | 1                                                                                        | 1        |
| 8.                                                                                       | Kazahsztán (KAZ)                                                                         |                                                                                          |                                                                                          | 1                                                                                        | 1        |
| 8.                                                                                       | Németország (GER)                                                                        |                                                                                          |                                                                                          | 1                                                                                        | 1        |
| 8.                                                                                       | Olaszország (ITA)                                                                        |                                                                                          |                                                                                          | 1                                                                                        | 1        |
|                                                                                          |                                                                                          |                                                                                          |                                                                                          |                                                                                          |          |
| Összesen                                                                                 | Összesen                                                                                 | 9                                                                                        | 9                                                                                        | 9                                                                                        | 27       |

## Vegyes váltó

### Váltó
| Olimpia                                                                        | Arany | Ezüst                                                                                              | Bronz                                                                   |
| Mint új versenyszám csak 2024-ben, a dél-koreai Kangvonban jelent meg először. | | |                                                                         |
| 2024, Kangvon                                                                  | Kína (CHN) · Li Csin-ce (Li Jinzi) · Jang Csing-zsu (Yang Jingru) · Csang Po-hao (Zhang Bohao) · Csang Hszin-csö (Zhang Xinzhe) | Egyesült Államok (USA) · Kyung Eun Jang · Eliza Rhodehamel · Julius Kazanecki · Sean Boxiong Shuai | Japán (JPN) · Inoue Nonomi · Josizava Aoi · Fucsigami Júta · Kida Raito |

### A vegyes váltó éremtáblázat
| A téli ifjúsági olimpiai játékok összesített éremtáblázata rövidpályás gyorskorcsolyában | A téli ifjúsági olimpiai játékok összesített éremtáblázata rövidpályás gyorskorcsolyában | A téli ifjúsági olimpiai játékok összesített éremtáblázata rövidpályás gyorskorcsolyában | A téli ifjúsági olimpiai játékok összesített éremtáblázata rövidpályás gyorskorcsolyában | A téli ifjúsági olimpiai játékok összesített éremtáblázata rövidpályás gyorskorcsolyában | Olimpia  |
| ---------------------------------------------------------------------------------------- | ---------------------------------------------------------------------------------------- | ---------------------------------------------------------------------------------------- | ---------------------------------------------------------------------------------------- | ---------------------------------------------------------------------------------------- | -------- |
|                                                                                          | Ország                                                                                   | Arany                                                                                    | Ezüst                                                                                    | Bronz                                                                                    | Összesen |
| 1.                                                                                       | Kína (CHN)                                                                               | 1                                                                                        |                                                                                          |                                                                                          | 1        |
|                                                                                          |                                                                                          |                                                                                          |                                                                                          |                                                                                          |          |
| 2.                                                                                       | Egyesült Államok (USA)                                                                   |                                                                                          | 1                                                                                        |                                                                                          | 1        |
|                                                                                          |                                                                                          |                                                                                          |                                                                                          |                                                                                          |          |
| 3.                                                                                       | Japán (JPN)                                                                              |                                                                                          |                                                                                          | 1                                                                                        | 1        |
|                                                                                          |                                                                                          |                                                                                          |                                                                                          |                                                                                          |          |
| Összesen                                                                                 | Összesen                                                                                 | 1                                                                                        | 1                                                                                        | 1                                                                                        | 3        |

## Nemzetek vegyes csapatváltója
| Olimpia                                   | Arany | Ezüst | Bronz |
| 2012, Innsbruck                           | Nemzetek vegyes részvételei (MIX) · (B-csapat) · Pak Csonghjon (Park Jung-hyun) (KOR) · Lu Hsziu-cseng (Lu Xiucheng) (CHN) · Hszü Aj-li (Xu Aili) (CHN) · Jack Burrows (GBR) | Nemzetek vegyes részvételei (MIX) · (F-csapat) · Csü Csun-jü (Qu Chunyu) (CHN) · Hszü Hung-cse (Xu Hongzhi) (CHN) · Marija Dolgopolova (UKR) · Aydin Djemal (GBR) | Nemzetek vegyes részvételei (MIX) · (A-csapat) · Sim Szukhi (Shim Suk-hee) (KOR) · Yoann Martinez (FRA) · Melanie Brantner (AUT) · Gyenyisz Ajrapetyan (RUS) |
| 2016, Lillehammer                         | Nemzetek vegyes részvételei (MIX) · (B-csapat) · Ane Farstad (NOR) · Kim Csijoo (KOR) · Stijn Desmet (BEL) · Quentin Fercoq (FRA)                                            | Nemzetek vegyes részvételei (MIX) · (C-csapat) · Jászapáti Petra (HUN) · Julia Moore (AUS) · Tjerk De Boer (NED) · Sigehiro Kiicsi (JPN)                          | Nemzetek vegyes részvételei (MIX) · (F-csapat) · Katrin Manoilova (BUL) · Anita Nagay (KAZ) · Karlis Kruzbergs (LAT) · Josinaga Kazuki (JPN)                 |
| 2020, Lausanne                            | Nemzetek vegyes részvételei (MIX) · (B-csapat) · Kim Cshanszo (Kim Chanseo) (KOR) · Diede van Oorschot (NED) · Mijata Sógo (JPN) · Jonathan So (USA)                         | Nemzetek vegyes részvételei (MIX) · (G-csapat) · Julija Beresznyeva (RUS) · Csang Huj (Chang Hui) (TPE) · Gabriel Volet (FRA) · Csang Szongu (Jang Sungwoo) (KOR) | Nemzetek vegyes részvételei (MIX) · (A-csapat) · Olivia Weedon (GBR) · Szo Hümin (Seo Whimin) (KOR) · Thomas Nadalini (ITA) · Ethan de Rose (NZL)            |
| 2024-ben törölték a játékok programjából. | | | |